# Jorgos Zawos
Jorgos Zawos, gr. Γεώργιος Ζαββός (ur. 21 maja 1951 w Atenach) – grecki polityk, urzędnik i nauczyciel akademicki, od 1990 do 1994 poseł do Parlamentu Europejskiego III kadencji, od 2019 do 2021 wiceminister finansów.

## Życiorys
Absolwent prawa na Uniwersytecie Narodowym im. Kapodistriasa w Atenach. Kształcił się też w ramach programu Certificate of Advanced European Studies w Kolegium Europejskim w Brugii jako stypendysta. Opublikował książkę, a także ponad 25 artykułów naukowych poświęconych bankowości, ubezpieczeniom i giełdzie. Pracował jako profesor wizytujący w Fordham School of Law i Harvard Law School, a od 2004 do 2007 na Queen Mary University of London. Od 1981 do 1990 był urzędnikiem w Komisji Europejskiej, odpowiadał za legislację dotyczącą finansów i przedsiębiorstw.
Został członkiem Nowej Demokracji. W 1989 kandydował do Parlamentu Europejskiego, mandat objął 25 kwietnia 1990 w miejsce Eftimiosa Christodulu. Przystąpił go grupy Europejskiej Partii Ludowej, został m.in. członkiem Komisji Budżetowej, Delegacji ds. stosunków z republikami ze Wspólnoty Niepodległych Państw i przedstawicielem PE do Wspólnego Zgromadzenia Porozumienia między państwami AKP i EWG.
W latach 90. przewodniczył komitetowi pracującemu nad reformą greckiego prawa bankowego. W latach 1994–1997 był przedstawicielem Komisji Europejskiej na Słowacji. Następnie przez ponad 15 lat pracował jako prawnik w Komisji Europejskiej, odpowiadając za prawo handlowe i rynku wewnętrznego UE. W latach 2017–2019 był doradcą Nowej Demokracji ds. europejskich, a od 2018 do 2019 także starszym doradcą w Centre for European Policy Studies w Brukseli. W lipcu 2019 objął stanowisko wiceministra finansów w rządzie Kiriakosa Mitsotakisa. Zakończył urzędowanie w sierpniu 2021.
Został doktorem honoris causa Uniwersytetu Ekonomicznego w Bratysławie. Otrzymał także Order Podwójnego Białego Krzyża.